# 圣皮埃尔德库唐斯
圣皮埃尔德库唐斯（法語：Saint-Pierre-de-Coutances，法語發音：[sɛ̃ pjɛʁ də kutɑ̃s]，意为“库唐斯的圣皮埃尔”）是法国芒什省的一个市镇，属于库唐斯区。

## 地理
圣皮埃尔德库唐斯（49°2'9"N, 1°26'57"W）面积4.04 平方千米，位于法国诺曼底大区芒什省，该省份为法国西北部沿海省份，西、北、东北三面环大西洋，东起顺时针与卡爾瓦多斯省、奧恩省、马耶讷省和伊勒-维莱讷省接壤。
与圣皮埃尔德库唐斯接壤的市镇（或旧市镇、城区）包括：库唐斯、布里克维尔-拉布卢埃特、库尔西、尼科尔、谢讷河畔奥尔瓦勒、索塞。

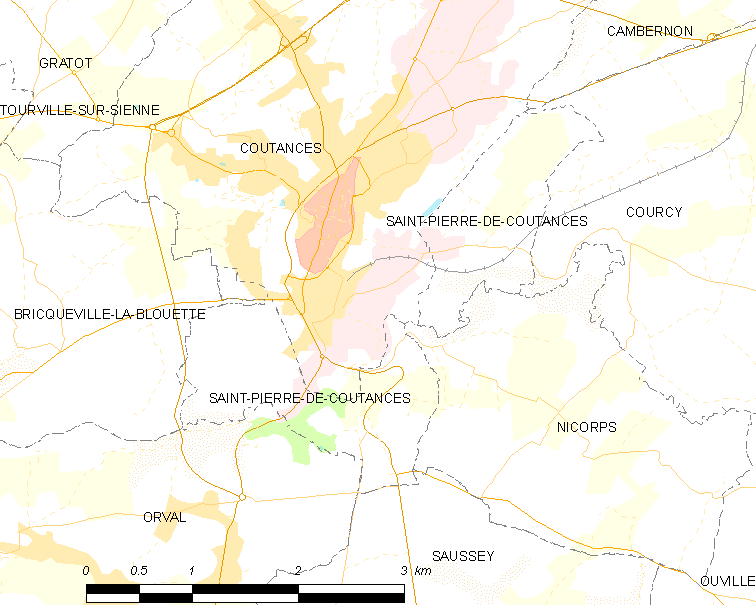
圣皮埃尔德库唐斯的OSM定位图

圣皮埃尔德库唐斯的时区为UTC+01:00、UTC+02:00（夏令时）。

## 行政
圣皮埃尔德库唐斯的邮政编码为50200，INSEE市镇编码为50537。

## 政治
圣皮埃尔德库唐斯所属的省级选区为库唐斯县。

## 人口

1962-2008年间圣皮埃尔德库唐斯人口变化图示

圣皮埃尔德库唐斯于2022年1月1日时的人口数量为396人。